# 2007년 가나가와현 서부 지진
2007년 가나가와현 서부 지진(神奈川県西部地震)은 2007년 10월 1일에, 가나가와현 서부에서 발생한 지진이다. 지진 규모는 M4.9. 하코네정에서 진도5강을 관측했다. 지진이 발생 날은 긴급지진속보가 도입된 날이었으며 도입 약 6시간 후 지진이 발생했다.

## 진도
진도4 이상을 관측한 지역은 다음과 같다.
| 진도 | 도도부현   | 시정촌                 |
| ---- | ---------- | ---------------------- |
| 5강  | 가나가와현 | 하코네정               |
| 5약  | 가나가와현 | 오다와라시             |
| 4    | 가나가와현 | 마나즈루정             |
| 4    | 시즈오카현 | 아타미시, 히가시이즈정 |

## 같이 보기
- 오다와라 지진